# Marko Stamm
Marko Stamm (Berlin, 1988. augusztus 30. –) német válogatott vízilabdázó, olimpikon, a Spandau 04 játékosa.

## Sportpályafutása
Több német bajnoki címet és kupagyőzelmet egyaránt felmutathat. 2008-ban bekerült az olimpiai játékokra utazó német válogatottba Steffen Dierolf helyére, akinél az orvosi alkalmassági vizsgálaton szívbetegséget diagnosztizáltak.

## Magánélete
Édesapja Hagen Stamm, szintén vízilabdázó, majd edző.

## Nemzetközi eredményei
- Olimpiai 10. hely (Peking, 2008)
- Világbajnoki 6. hely (Róma, 2009)
- Európa-bajnoki 6. hely (Zágráb, 2010)
- Világbajnoki 8. hely (Sanghaj, 2011)
- Európa-bajnoki 5. hely (Eindhoven, 2012)
- Világbajnoki 10. hely (Barcelona, 2013)
- Európa-bajnoki 9. hely (Budapest, 2014)
- Európa-bajnoki 11. hely (Belgrád, 2016)